# Aigua misteriosa
Aigua misteriosa (títol original: Pape moe, en tahitià normalitzat: Pape mo’e), és un quadre de Paul Gauguin fet el 1893 durant la seva primera estada a Tahití. Es conserva en una col·lecció privada de Zúric.

## Descripció

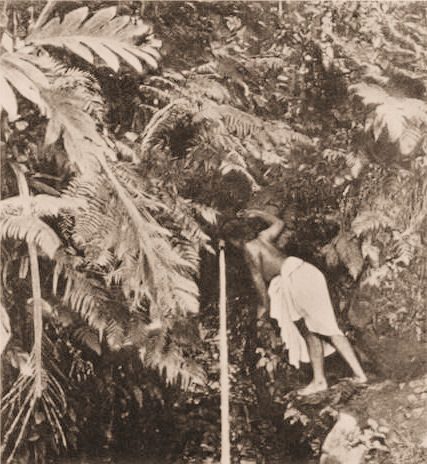
Fotografia de Charles Spitz, 1863, col·lecció privada

Un jove tahitià amb pareo beu d'una font que sorgeix de la roca, envoltat d'una vegetació exòtica i amb formes misterioses. El quadre està basat directament en una fotografia de Charles Georges Spitz (1857-1894), que havia fet deu anys enrere en una excursió al mont Aorai. Spitz era un fotògraf professional establert a Papeete, que havia col·laborat a preparar el pavelló tahitià en l'Exposició Universal de París del 1889. Gauguin, aïllat a Tahití dels pintors europeus, va mantenir relació amb els fotògrafs de l'illa.
Tahití és una illa muntanyosa que culmina a 2.241 m amb un pendent important. La població viu en la franja litoral i l'interior és frondós i impenetrable, i un lloc propici per als misteris i les llegendes. Gauguin descriu en Noa Noa una excursió a la muntanya:
«Entre dues muntanyes que no es poden escalar, dues altes muralles de basalt, s'enfonsa una fissura per on serpenteja l'aigua a través de les roques que desprèn. La font esdevé rierol i, més tard, es farà torrent empenyent els còdols fins al mar. Al costat del rierol, hi havia un intent de camí entre un garbuix d'arbres i falgueres monstruoses, tota una vegetació folla, que es va ensalvatgint sense parar i es fa cada vegada més inextricable.»
Gauguin, que en aquesta excursió anava acompanyat d'un jove tahitià, reconeix que va tenir impulsos de desig homosexual. Continua explicant que «elles tenen un no sé què de viril, i ells un no sé què de femení», encara que abans havia escrit a la seva dona que «aquells a qui agradin els homes atractius en trobaran aquí en abundància».
Gauguin sovint pintava éssers andrògins de sexe indefinit. En la cultura tradicional tahitiana s'anomenaven mahu. Sense ser necessàriament homosexuals, els mahu tenien qualitats tant masculines com femenines; eren acceptats per la societat i tenien el seu paper com a guardians de les tradicions i com a actors en representacions i balls.

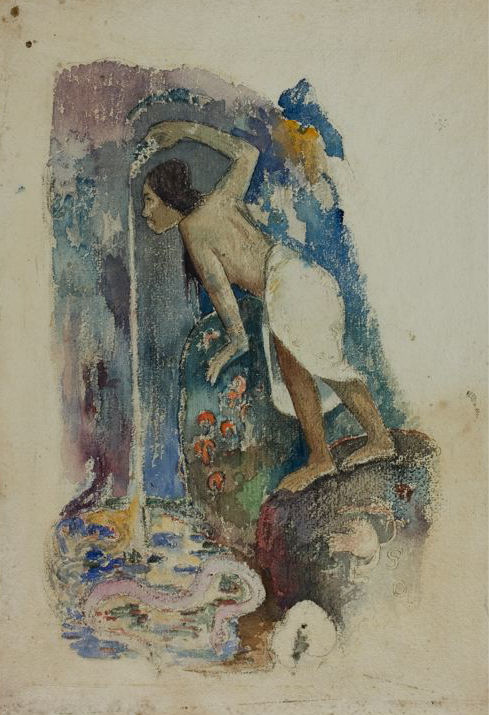
Aquarel·la

Però, en referència al quadre Gauguin, explica un conte substituint el jove mahu per una nimfa: una noia nua estava bevent d'una font que brollava de molt amunt, i quan descobreix que Gauguin l'estava observant es va capbussar a l'aigua i es transformà en una anguila. Gauguin incorpora la idea de la transformació animista en els detalls de la vegetació del quadre. La figura que beu es troba amb la mirada d'una figura de peix que sembla un embrió humà dissimulat entre la roca.
Una versió en aquarel·la del 1893 es troba a l'Art Institute de Chicago.

## Historial
Es va exposar a París, el 1893, en la galeria Durand-Ruel en l'exposició «Obres recents de Gauguin», i es va posar a la venda el 1895 en la subhasta de l'hôtel Drouot, però no va trobar comprador per 500 francs i va ser rescatat per l'artista.
L'obra està publicada en el catàleg de Wildenstein de 1964 amb el número 498, i en el catàleg de Gabriele Sugana de 1972 amb el número 328.